# Norsjö Shopper

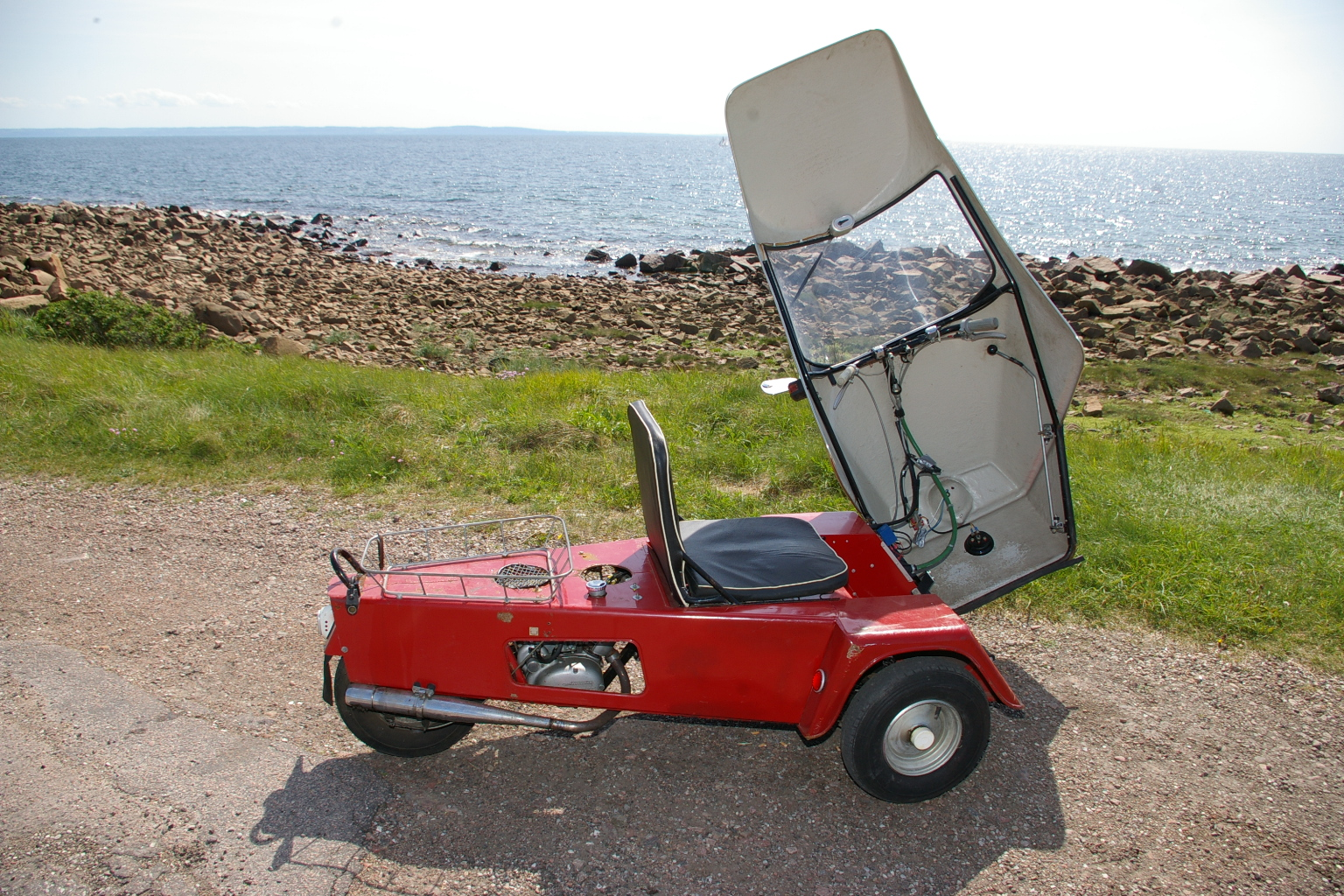
Norsjö Shopper med kåpan uppfälld.

Norsjö Shopper och Norsjö Partner, även kallade Forshaga shopper, var en trehjulig täckt moped som tillverkades av Norsjö Mekaniska Verkstads AB mellan 1961 och 1994.
Modellen Partner kom 1961 och fordonet kallades redan från början en "shopper". När den moderniserades 1964 fick den också modellnamnet Shopper. Fordonet marknadsfördes 1964 som "slängbil för husmor". Mopeden hade en rörramskonstruktion klädd med plåt och kåpan av glasfiberarmerad plast. Mopeden designades av Teknik för allas tecknare CarlEric Göransson[källa behövs]. Mopederna hade dispens och var godkända dels med starkare motor, 1,5 hästkrafter och senare med dispens så de får framföras utan hjälm. Enligt Transportstyrelsen gäller undantaget från hjälm endast om mopeden har godkänt säkerhetsbälte. Motorn på de första årsmodellerna var en fläktkyld Husqvarna på 1 hästkraft och manuell växellåda samt fotmanövrerad koppling och en mekanisk växelspak. Vissa modeller med Husqvarnamotorer startades från förarplatsen med handspak, andra med dragsnöre ungefär som en gräsklippare/röjsåg. Fordonet var trehjuligt och hade skivbromsar på alla 8-tumshjul. Vikten var 74 kg.
Fordonet styrs med en styrvajer på samma sätt som mindre styrpulpetbåtar. Styret sitter monterat i glasfiberkåpan som man fäller upp när man kliver i och ur fordonet.
Så småningom ersattes Husqvarnamotorerna av 1,5 hk Sachsmotorer med automatisk växellåda som hade namnet Saxonette. Dessa hade en handmanövrerad spak som man kunde hålla inne för att "lägga i växel" och således kunde man springa igång även de automatväxlade motorerna om dragsnöret gick av eller om motorn var svårstartad. Detta fungerade även på motorer med elstart.
Så småningom fanns elstart som tillval och då hade mopeden ett startbatteri och elsystemet var 12 volt istället för 6 V som var vanligt i andra mopeder.
1964 kostade en ny Shopper 2 000 kronor och 1988 kostade den cirka 24 000 kronor[källa behövs].